# مورتن كنوتسن
مورتن كنوتسن (بالنرويجية البوكمول: Morten Knutsen)‏ هو مدرب كرة قدم ولاعب كرة قدم نرويجي، ولد في 27 نوفمبر 1977 في آرندال في النرويج. شارك مع Norway national under-15 association football team ‏ ومنتخب النرويج تحت 21 سنة لكرة القدم. أما مع النوادي، فقد لعب مع نادي أود ونادي روسنبورغ ونادي ستارت.

## وصلات خارجية
- مورتن كنوتسن على موقع اتحاد النرويج (النرويجية)
- مورتن كنوتسن على موقع قاعدة بيانات كرة القدم.إي يو (الإنجليزية)